# Photograph (canção de Weezer)
Photograph (em português: Fotografia) é uma música da banda americana de rock Weezer, lançada a 15 de Maio de 2001 como o terceiro e último single do seu terceiro álbum, Weezer (The Green Album). "Photograph" foi lançado como primeiro single no Japão, ao contrário de "Hash Pipe". A música apenas teve um sucesso modesto na rádio, atingindo o 17.º lugar na tabela da Billboard Modern Rock Tracks.
Durante muitos dos espectáculos ao vivo em 2005, a banda fechava a sua actuação com o baterista dos Weezer Patrick Wilson a tomar o lugar de vocalista e guitarrista para "Photograph", enquanto o vocalista Rivers Cuomo segurava o lugar na bateria.

## Visão Global
Originalmente conhecido como "If You Want It" (em português: Se Tu Queres Isso), "Photograph" possui duas remisturas que se encontram disponíveis na internet. A primeira caracteriza-se por ser uma versão extensa e não tratada que surgiu online antes do lançamento do álbum em conjunto com outras treze sessões de faixas do The Green Album. Esta versão, que dura quase três minutos, apresenta um verso que foi cortado na edição final. Existe também uma mistura alternativa da música nos primeiros CDs promocionais japoneses, que apresentava uma introdução editada e não continha os aplausos finais.
A música é tocada nos créditos finais do filme de comédia de 2008 Guarda-Costas Drillbit Taylor e durante o episódio "A Man, a Plan" da série televisiva Hung.

## Vídeo Musical
O vídeo musical da música foi realizado pelo webmaster do site weezer.com e um amigo de longa data da banda Karl Koch. Este consiste numa montagem de vídeos da banda na digressão para o The Green Album. Entre as imagens mostradas surge Rivers Cuomo a jogar futebol, Brian Bell a tentar andar de skate e a tentar fazer malabarismo, Patrick Wilson a conduzir uma Razor Scooter, uma entrada do duo Tenacious D em palco durante um espectáculo dos Weezer e uma cena com Rivers a pregar uma partida ao então novo baixista da banda Scott Shriner. Embora Mikey Welsh toque baixo e cante em apoio na gravação em estúdio, Shriner aparece no vídeo, já que Welsh tinha deixado a banda na altura. No final do vídeo, quando Cuomo está a pregar a partida a Shriner, pode ser ouvida em fundo uma demo da música "Death and Destruction". A música acabaria por surgiu no álbum seguinte da banda, Maladroit. O vídeo aparece no DVD da banda Video Capture Device.

## Lista de Faixas
CD Single Promocional Unicamente Para Rádio
| N.º | Título                      | Compositor(es) | Duração |  |
| 1.  | "Photograph" (Edição Rádio) | Rivers Cuomo   | 2:12    |  |
| 2.  | "Photograph" (Edição Vídeo) | Rivers Cuomo   | 2:20    |  |

CD Retalho Japão
| N.º | Título                  | Compositor(es) | Duração |  |
| 1.  | "Photograph"            | Rivers Cuomo   | 2:19    |  |
| 2.  | "Christmas Celebration" | Rivers Cuomo   | 2:22    |  |

## Pessoal
- Rivers Cuomo — guitarra principal, vocalista
- Patrick Wilson — percussão
- Brian Bell — guitarra rítmica, vocalista de apoio
- Mikey Welsh — baixo
- Ric Ocasek — produtor